# Wald-Engelwurz
Die Wald-Engelwurz (Angelica sylvestris) ist eine Pflanzenart aus der Gattung Engelwurzen (Angelica) innerhalb der Familie der Doldenblütler (Apiaceae). Sie wird selten als Heilpflanze genutzt.

## Beschreibung

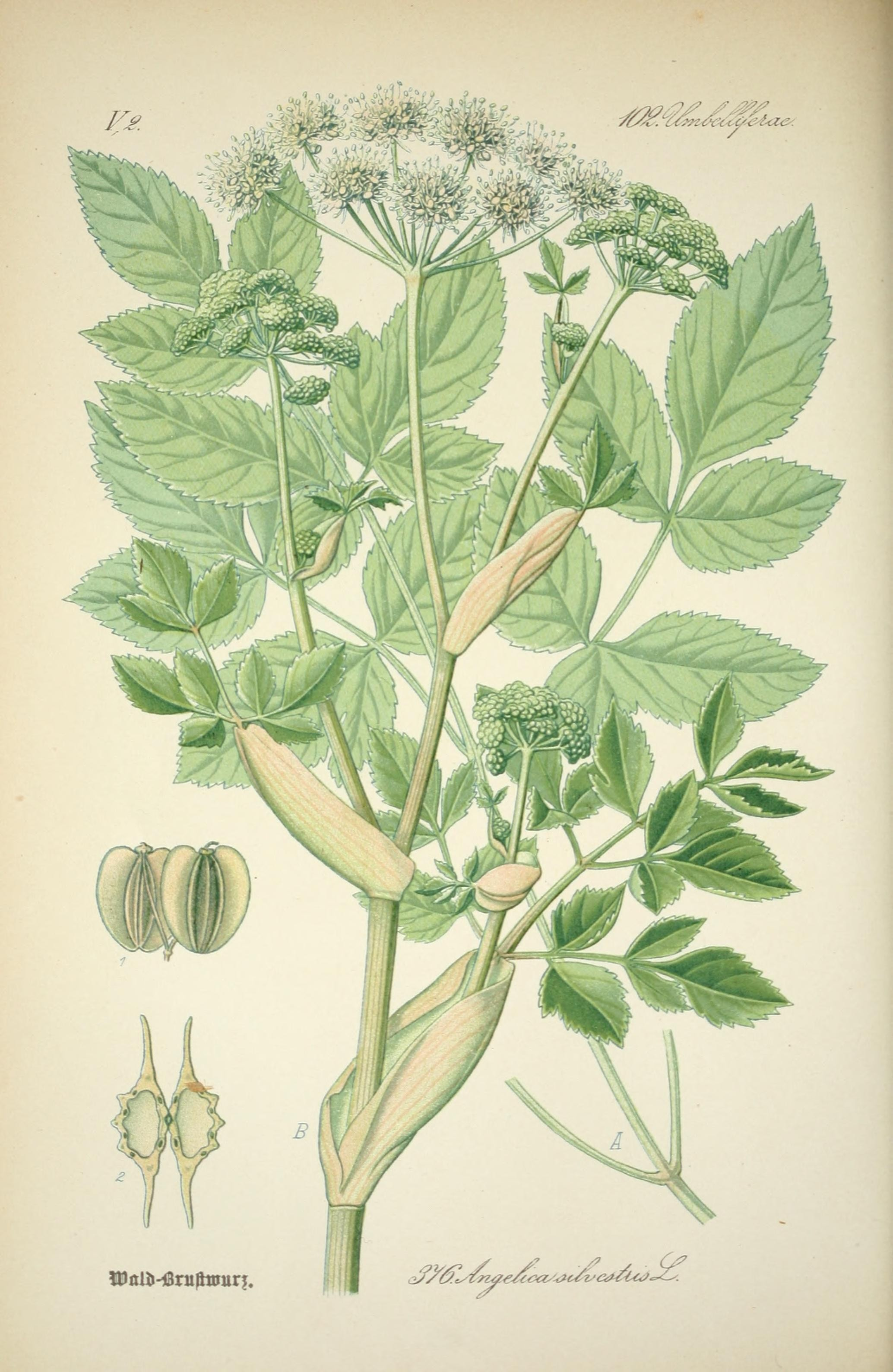
Illustration aus Thomés Flora von Deutschland, Österreich und der Schweiz, in Wort und Bild, für Schule und Haus; mit ... Tafeln ... von Walter Müller, Tafel 376

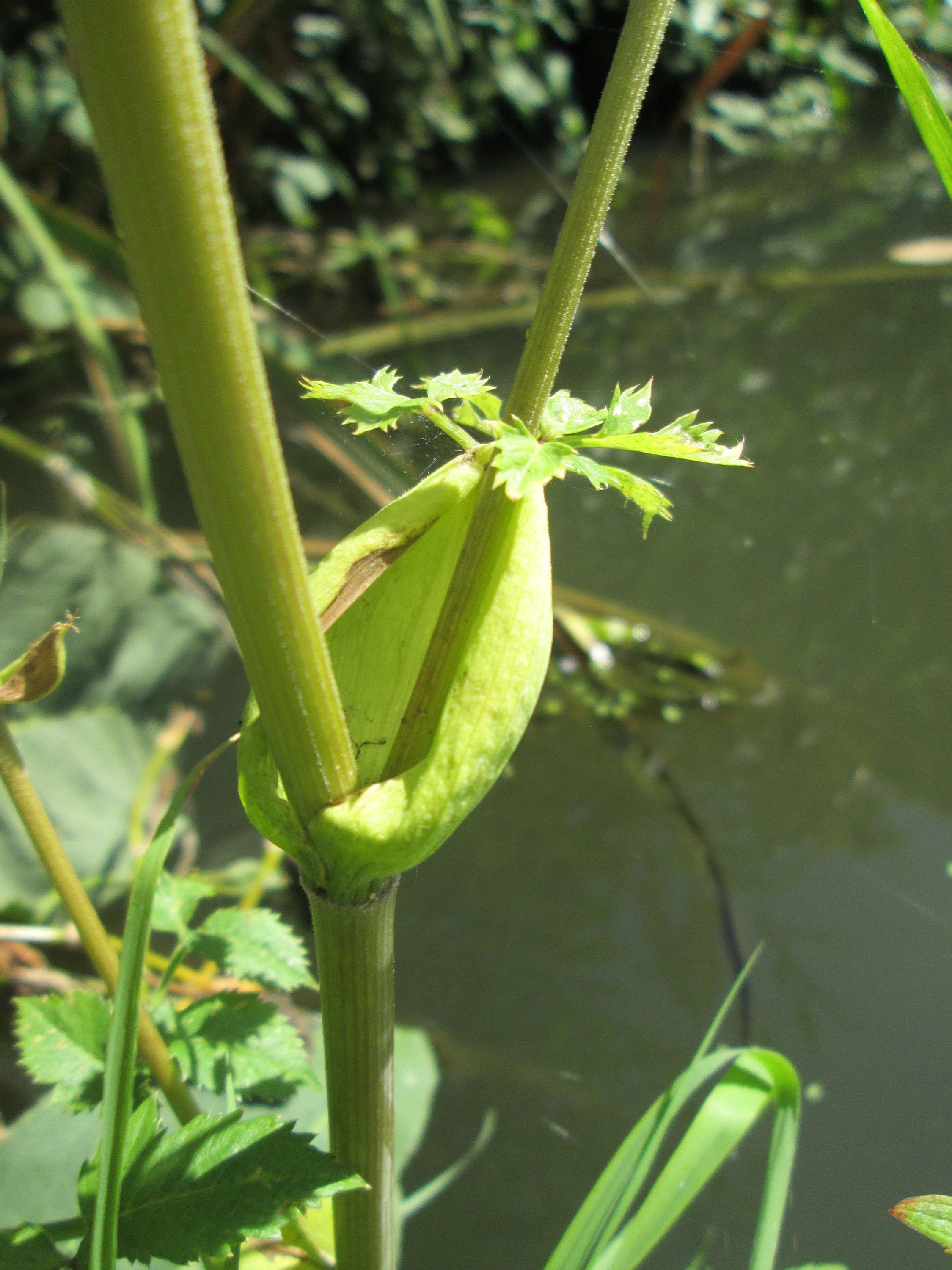
Oberes Stängelblatt mit Blattscheide

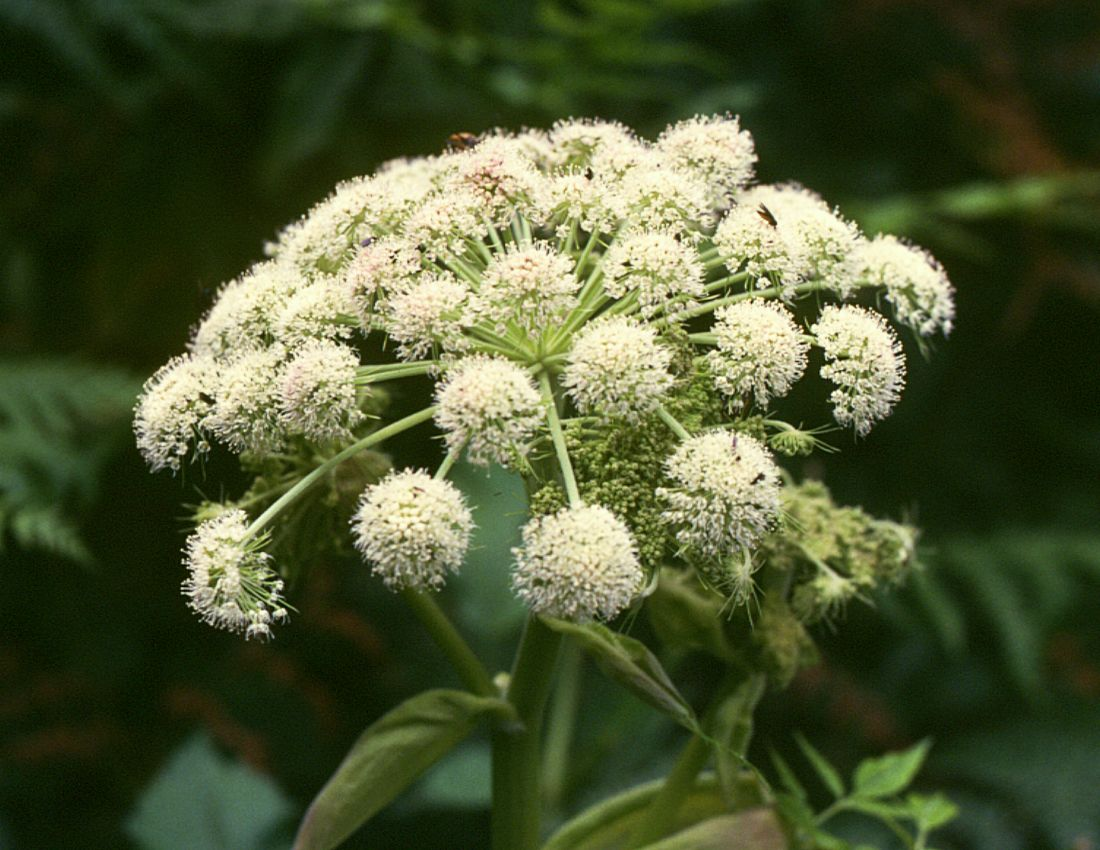
Doppeldoldiger Blütenstand

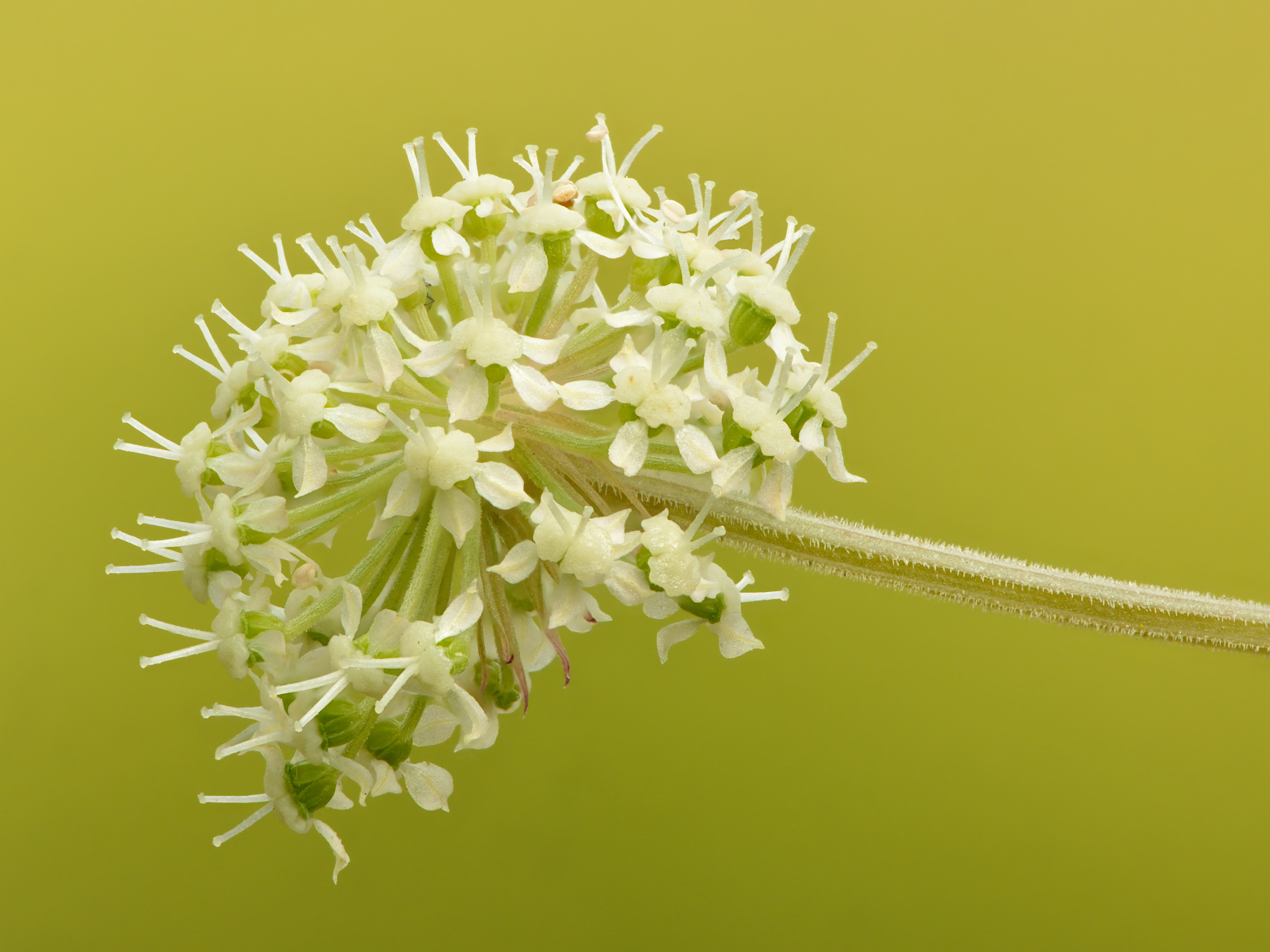
Döldchen mit Blüten

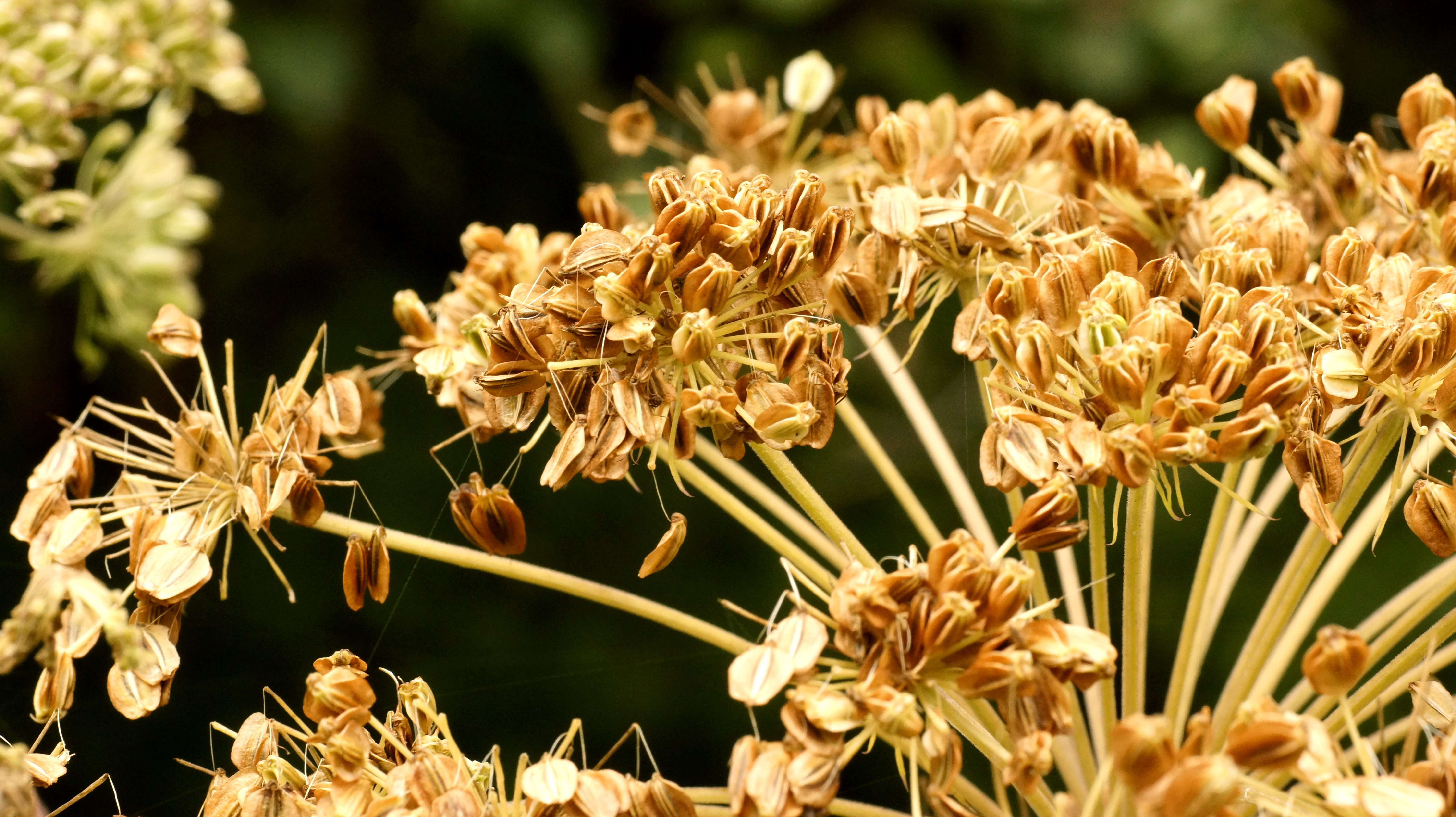
Fruchtstand

### Vegetative Merkmale
Die Wald-Engelwurz ist eine mehrjährige krautige Pflanze, die Wuchshöhen von 50 bis 150, selten bis zu 200 Zentimetern erreicht. Sie stirbt meist nach einmaligem Blühen und Fruchten ab. Die Grundachse ist dick, spindelförmig, im Frühjahr von gelblichem Saft gefüllt und hat einen möhrenartigen Geruch. Die oberirdischen Pflanzenteile sind dunkel-grün. Der Stängel ist aufrecht, im Querschnitt rund aber im oberen Bereich etwas kantig, röhrig, kahl und weißlich bereift und ist meist verzweigt.
Die am Grund und wechselständig am Stängel angeordneten Laubblätter sind in Blattscheide, Blattstiel und Blattspreite gegliedert. Von den relativ großen Laubblättern können die Grundblätter eine Länge von 30 bis 60 Zentimeter aufweisen. Die Blattscheiden sind sehr groß, bauchig aufgeblasen und kahl. Die Blattstiele sind nach oben hin rinnig vertieft; sie sind hohl und im Querschnitt halbmondförmig. Die Blattspreiten sind rau, die Blattunterseite ist behaart, zwei- bis dreifach gefiedert und im Umriss dreieckig. Die Blattfiedern sind bei einer Länge von 2,5 bis 7,5 Zentimetern und einer Breite bis 4 Zentimetern eiförmig-länglich mit Stachelspitzen am oberen Ende. Die oberen Stängelblätter sind kleiner als die unteren, weniger stark zerteilt und auf den Blattscheiden sitzend.

### Generative Merkmale
Die Blütezeit reicht von Juni bis September. Der doppeldoldiger Blütenstand besitzt einen Durchmesser von bis zu 20 Zentimetern. Die Doppeldolden haben 20 bis 30, selten bis zu 40 Doldenstrahlen. Die Doldenstrahlen sind flaumig behaart. Eine Hülle fehlt oder ist ein- bis drei-blättrig. Die zahlreichen Hüllchenblätter sind linealisch-borstlich.
Die weißen oder rosafarbenen Blüten mit etwa 2 Millimetern relativ groß. Die Kronblätter sind 1 bis 1,5 Millimeter lang sowie 0,75 bis 1 Millimeter breit und am oberen Ende schwach ausgerandet. Die Staubfäden sind mehr als doppelt so lang wie die Kronblätter. Die zwei Griffel sind zuletzt 1,5 bis 2,5 Millimeter lang und über das Griffelpolster zurückgekrümmt. Die Frucht ist vorn und hinten stark zusammengedrückt, meist 4 bis 5,5 Millimeter lang und 3 bis 5 Millimeter breit.
Die Chromosomenzahl beträgt 2n = 22.

## Ökologie
Die bauchigen Blattscheiden können mit Wasser gefüllt sein und sind dann Lebensraum von Tieren. Es wurden darin Rhizopoden, Ciliaten, Rotatorien, eine Pinnularia-Art, Nematoden, Tardigraden, Nacktschnecken, Collembolen, Maden von Dipteren und eine Ohrwurm-Art beobachtet.

## Vorkommen
Die Wald-Engelwurz kommt in ganz Europa, in der Türkei, in Syrien, Georgien, in Sibirien und in Xinjiang vor. In Europa hat sie Vorkommen in allen Ländern. In Kanada kommt Angelica sylvestris in den Provinzen Ontario, Québec und Neuschottland als Neophyt vor.
Sie gedeiht in Auwäldern, Schluchten, Flachmooren, nährstoffreichen Sumpf- und Feuchtwiesen, Saumgesellschaften, und Staudenfluren in Höhenlagen von 0 bis 1800 Metern. Sie ist in Mitteleuropa hauptsächlich in Pflanzengesellschaften des Calthion – z. B. im Angelico-Cirsietum oleracei oder des Filipendulion-Verbandes zu finden. In den Allgäuer Alpen steigt sie in Vorarlberg zwischen Warth und Hochkrumbach bis in Höhenlagen von 1600 Metern auf.
Die ökologischen Zeigerwerte nach Landolt et al. 2010 sind in der Schweiz: Feuchtezahl F = 4w+ (sehr feucht aber stark wechselnd), Lichtzahl L = 4 (hell), Reaktionszahl R = 3 (schwach sauer bis neutral), Temperaturzahl T = 3 (montan), Nährstoffzahl N = 3 (mäßig nährstoffarm bis mäßig nährstoffreich), Kontinentalitätszahl K = 3 (subozeanisch bis subkontinental).

## Systematik
Die Erstveröffentlichung von Angelica sylvestris erfolgte 1753 durch Carl von Linné in Species Plantarum, Tomus I, S. 251. Synonyme für Angelica sylvestris L. sind Angelica brachyradia Freyn, Angelica pancicii Vandas und Angelica illyrica K. Malý.
Bei manchen Autoren gibt es in Europa zwei Unterarten:
- Angelica sylvestris L. subsp. sylvestris (Syn.: Angelica sylvestris subsp. montana (Brot.) Nyman)[4]
- Angelica sylvestris subsp. bernardiae Reduron: In Europa gibt es Fundortangaben für Portugal, Frankreich, Korsika, Italien, das Vereinigte Königreich, Island, Deutschland, Österreich, Tschechien, Rumänien und die Ukraine vor.[4]

## Nutzung
Die jungen Stängel und Blätter wurden gelegentlich als Gemüse genutzt. Die unterirdischen Pflanzenteile waren als „Radix Angelicae silvestris“ ein Mittel gegen Brustkrankheiten. Nach Hieronymus Harder konnte im 16. Jahrhundert Pflanzenteile zusammen mit gesottenem Sanikel als „hochgelobtes und hailsames Badkraut“ verwendet werden und hat einen schwer verwundeten Fechter in 14 Tagen „sauber fertig und hail“ gemacht.

## Trivialnamen
Für die Wald-Engelwurz sind oder waren, zum Teil nur regional, auch die Bezeichnungen wild Angelica, Angeliken (Mecklenburg), Angolkenwörtel (Altmark), Baumtropfen (Graubünden), Beeriblosa (St. Gallen, Werdenberg), Blasröre (Bern, Glarus), Brustwurzel, Büchel (Graubünden), Buchalter, Dudla (St. Gallen, Oberrheintal), Geißfuß, Giers, Guga (St. Gallen bei Sargans), Hirtenpfiff (mittelhochdeutsch), Läuskraut (Eifel bei Kerpen), Ledepapencruyd, Ledepipencrud, Ledespypenkrud, Ledpfeifenkraut, Luftwurz, Piffencrud, Pipencrud, Schoter (Henneberg), Spickrohr (Bern, Glarus), Spitzguga (St. Gallen, Sargans), Spritze (Bern, Glarus), Sprotza (St. Gallen), Waldröre (St. Gallen) und Wundkraut gebräuchlich.